# Crinum razafindratsiraea
Crinum razafindratsiraea là một loài thực vật có hoa trong họ Amaryllidaceae. Loài này được LehMill. mô tả khoa học đầu tiên năm 2000.